# Chloropoea consanguinea
Chloropoea consanguinea är en fjärilsart som beskrevs av Aurivillius 1894. Chloropoea consanguinea ingår i släktet Chloropoea och familjen praktfjärilar. Inga underarter finns listade i Catalogue of Life.